# گروه انیمیشن وارنر
گروه انیمیشن وارنر (به انگلیسی: Warner Animation Group) (مخفف: WAG) یک زیرمجموعه از برادران وارنر پیکچرز است و مالکیت آن به عهدهٔ برادران وارنر اینترتینمت و در نهایت رسانه وارنر و ای تی اند تی است. این استودیو در ۷ ژانویه ۲۰۱۳ به عنوان جانشین استودیوی منحل شدهٔ انیمیشن ویژه برادران وارنر به وجود آمد. همچنین این استودیو یک استودیوی انیمیشن خواهر به نام وارنر برادرز انیمیشن دارد که انیمیشن های معمولی می سازد. اولین فیلم این شرکت فیلم لگو بود که در ۷ فوریه ۲۰۱۴ اکران شد و جدیدترین فیلم آن تام و جری است که در ۲۶ فوریه ۲۰۲۱ منتشر شد. اکران بعدی آن ها هرج و مرج فضایی ۲ که در ۱۶ ژوئیه ۲۰۲۱ خواهد بود. فروش کل فیلم های تولید شدهٔ WAG در مجموع ۱٫۶ میلیارد دلار در گیشه بوده است.

## تاریخ
در ۷ ژانویه ۲۰۱۳، جف روبینوف (رئیس بخش فیلم های سینمایی استودیو وارنر) یک بخش توسعه فیلمنامه٬ ملقب به "اتاق فکر" را برای توسعه فیلم های انیمیشن و تئاتر تاسیس کرد که به گروه انیمیشن وارنر معروف شد. در این گروه جان رکوا، گلن فیکارا، نیکولاس استولر، جارد استرن، فیل لرد و کریستوفر میلر حضور دارند. برادران وارنر این گروه را به این امید که پذیرش گیشه فیلم هایشان با سایر استودیوهای انیمیشن رقابتی باشد٬ ایجاد کرد. 
در ۷ فوریه ۲۰‍۱۴، گروه انیمیشن وارنر اولین فیلم خود را به نام فیلم لگو منتشر کرد که با نقد های مثبتی روبرو شد و ثابت شد که یک موفقیت در گیشه است.
دومین فیلم WAG، لک لک ها، در ۲۳ سپتامبر ۲۰۱۶ اکران شد و  نظرات مختلفی از منتقدان دریافت کرد.
در تاریخ ۱۰ فوریه ۲۰۱۷، گروه انیمیشن وارنر فیلم لگو بتمن را منتشر کرد که نظر مثبت منتقدان را به دست آورد و با موفقیت در گیشه روبرو شد.  در ۱۴ دسامبر ۲۰۱۷ ، برادران وارنر اعلام کرد که آلیسون آبیت به عنوان معاون اجرایی رئیس و کریس لیهی به عنوان معاون ارشد انتخاب شده اند.
فیلم لگو نینجاگو، بر اساس اسباب بازی های لگو نینجاگو ، در ۲۲ سپتامبر ۲۰۱۷ اکران شد. پس از اکران، فیلم با انتقادات مختلف منتقدان روبرو شد اما اولین فیلمی از استودیو بود که نتوانست بودجه خود را جبران کند. 
پاکوچولو، که در ۲۸ سپتامبر ۲۰۱۸ منتشر شد، در راتن تومیتوز با بیشترین بررسی مثبت از منتقدان، ۷۵٪ امتیاز کسب کرد و بیش از ۲۱۴ میلیون دلار در جهان فروش داشته است. 
فیلم لگو: بخش دوم، دنباله ای برای فیلم لگو، در ۸ فوریه ۲۰۱۹ اکران شد و در راتن تومیتوز رتبه ۸۵٪ را کسب کرد اما فقط در حدود ۱۹۲٫۳ میلیون دلار درآمد جهانی داشت٬ تقریباً به سختی بودجه خود را جبران کرد و تبدیل به ناامیدی استودیو شد. 
یک انیمیشن از اسکوبی دو با عنوان اسکوب! برای اکران در تاریخ ۱۵ مه سال ۲۰۲۰ تنظیم شد،  اما بعداً به دلیل همه گیری کووید-۱۹ به تأخیر افتاد. سرانجام این فیلم هم نظرات مختلفی از منتقدان دریافت کرد.
یک فیلم لایو اکشن بر اساس تام و جری با همین نام در تاریخ ۱۱ فوریه ۲۰۲۱ اعلام شد و در تاریخ ۲۶ فوریه در ایالات متحده به طور همزمان در سینما ها و اچ بی او مکس منتشر شد. همچنین آرم جدید این شرکت را برای مطابقت با طراحی سپر جدید (لوگوی وارنر) منتشر کرد. لوگویی که برادران وارنر در نوامبر ۲۰۱۹ به وجود آوردند  نظرات مختلفی از منتقدان دریافت کرد.

## جستار های وابسته
- برادران وارنر انیمیشن
- برداران وارنر